# Castello della Pietra
Il Castello della Pietra (o Castello da Pria in genovese) è un'antica fortificazione sita nel comune ligure di Vobbia, ubicato nell'omonima valle tributaria del torrente Scrivia. Esso è il principale e più caratteristico monumento dell'entroterra genovese, polo d'attrazione culturale e paesaggistico del Parco naturale regionale dell'Antola ed inserito nella lista dei monumenti nazionali italiani.
Situato in una pittoresca posizione elevata tra due speroni di conglomerato roccioso che ne costituiscono i naturali bastioni, domina la strada che fiancheggia il torrente Vobbia risalendone il corso da Isola del Cantone. Il castello è raggiungibile soltanto a piedi tramite un sentiero nel bosco, ed una scalinata, dopo venti minuti di suggestivo cammino partendo dalla strada provinciale. È possibile raggiungere il sito anche seguendo un altro percorso, un po' più lungo, che parte dalla frazione Torre di Vobbia, detto Sentiero dei Castellani.
Nel 2014 si sono svolti lavori straordinari lungo il sentiero e alla struttura con la temporanea chiusura del sito al pubblico.
È possibile visitare il castello anche all'interno nei giorni festivi dal lunedì di Pasqua alla fine di ottobre; e, previo accordo con l’Ente Parco Antola, per gruppi e comitive, anche in altre giornate feriali.

## Storia
(Edoardo Firpo)

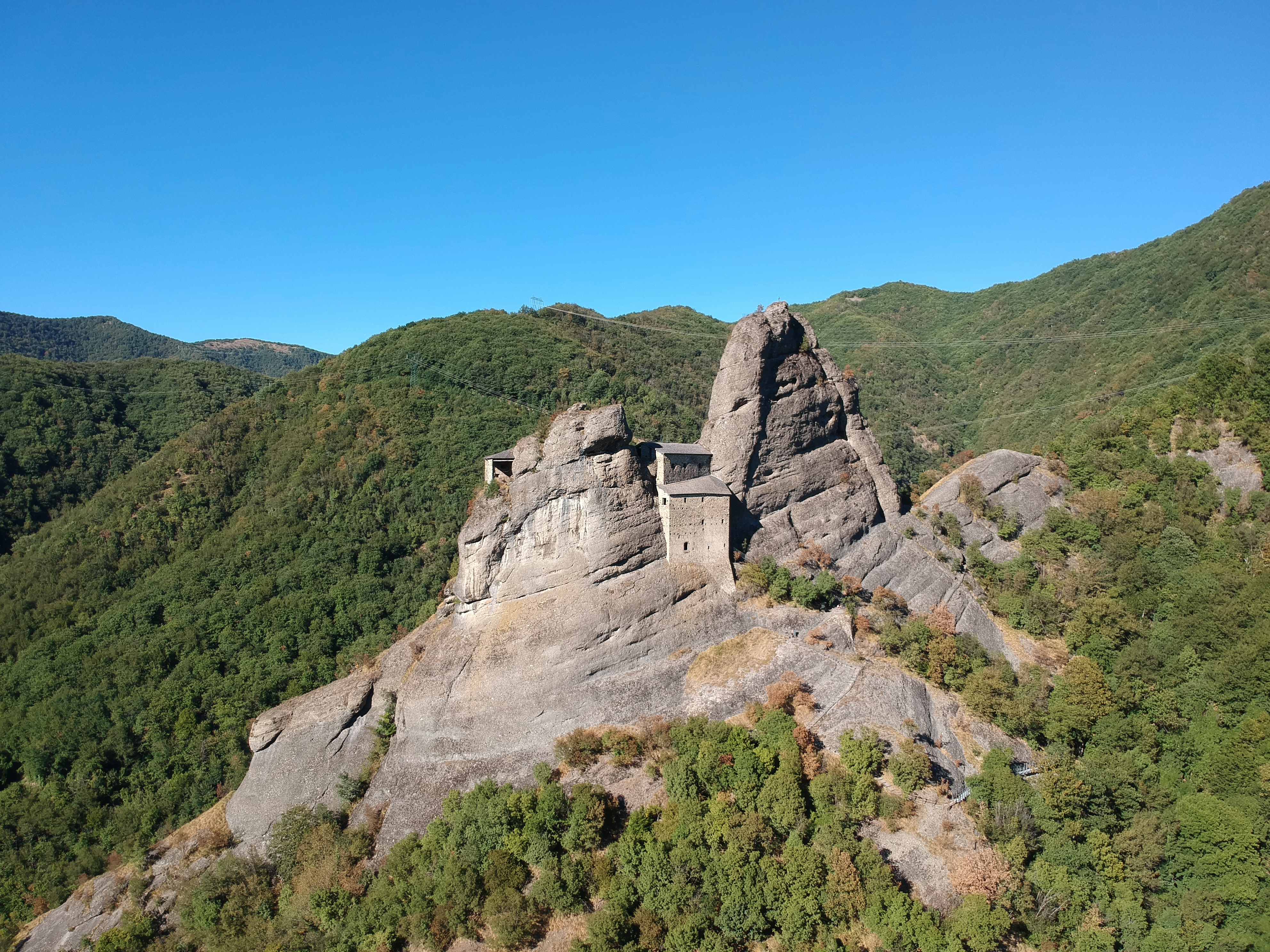
Il Castello della Pietra incastonato fra due speroni di conglomerato roccioso

Non esistono ancora oggi sufficienti ed esaurienti documentazioni storiche in merito alla reale data di edificazione, pertanto si è ipotizzato che la costruzione possa essere risalente al 1100 o ad una data ancora precedente, ma finora rimane il mistero.
Alcuni documenti del 1252 nominano il feudatario Opizzone della Pietra, la cui famiglia assunse tale appellativo di "della Pietra", proprio per il legame con l'ardita fortezza. Secondo i celebri Annali dello storico Caffaro di Rustico da Caschifellone già nel XIII secolo il castello presentava le stesse caratteristiche strutturali e architettoniche di quelle attuali e la sua giurisdizione comprendeva l'Alta Val Borbera travalicando il colle di San Fermo.
A seguito della morte di Guglielmo della Pietra, il maniero passò di proprietà della famiglia nobiliare Spinola fino al 1518, quando fu ceduto per disposizione testamentaria agli Adorno; il testamento è datato al 7 giugno 1518 e si specifica il volere di Tolomeo Spinola in favore dei fratelli Antoniotto e Gerolamo Adorno.
Prospero Adorno ne ottenne l'ufficiale investitura il 17 gennaio del 1565 e dieci anni dopo (1575) la proprietà passo nelle mani del fratello Girolamo Adorno. Nel 1579 fu espugnato da alcuni malviventi, ma venne riconquistato da Giorgio Centurione su incarico del Senato della Repubblica di Genova.

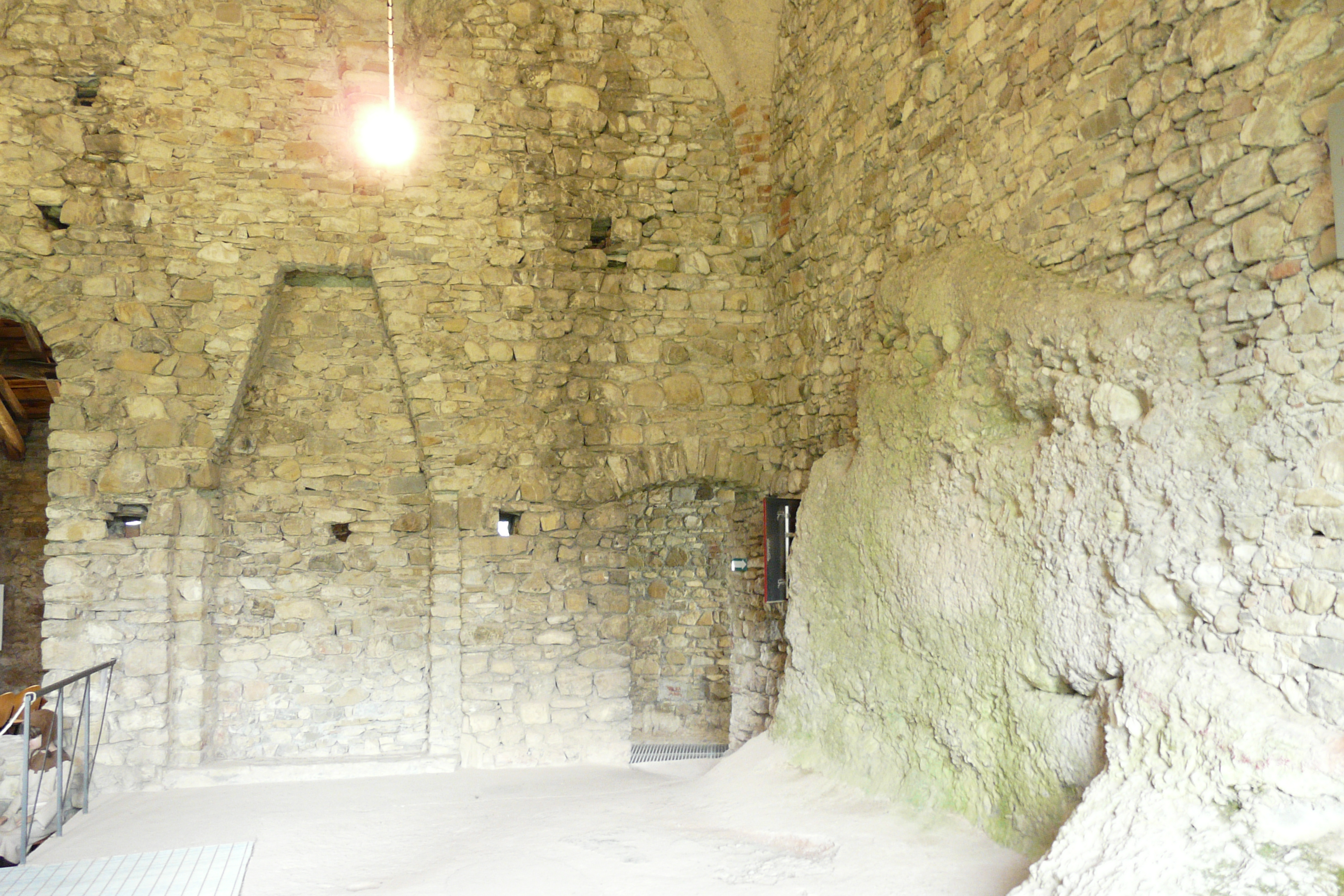
Il salone centrale

Nel 1620 l'imperatore Mattia d'Asburgo lo annesse al feudo Pallavicino in val Borbera perdendo così ogni potere giurisdizionale autonomo, ma costituendo fino alla fine del Settecento una enclave tra i più grandi feudi dei Fieschi e degli Spinola; sotto la sua giurisdizione rientravano Torre di Vobbia, Pareto in val Brevenna e Gordena in Alta Val Borbera. In seguito divenne proprietà dei Botta Adorno. Nel 1797, le truppe francesi giunsero sull'Appennino e, per volere di Napoleone Bonaparte, vennero soppressi i Feudi Imperiali. Il maniero fu così abbandonato dall'ultimo carismatico castellano, Michele Bisio e dopo qualche anno fu dato alle fiamme decretandone così la progressiva rovina. Il bronzo dei cannoni fu prelevato dal vescovo di Tortona per essere poi utilizzato per la fusione delle campane della chiesa di Santa Croce di Crocefieschi.
I ruderi dell'antico castello restarono comunque di proprietà dei Botta Adorno fino al 1882 quando fu ceduto alla famiglia Cusani Visconti. Il 21 maggio del 1919 il proprietario Luigi Riva Cusani lo vendette a Giovanni Battista Beroldo di Vobbia. La famiglia Beroldo lo donò poi al Comune di Vobbia nel 1979.
Nel 1981, due anni dopo la cessione verso il comune vobbiese, la provincia di Genova, su stimolo del Centro Studi Storici per l'Alta Valle Scrivia (Busalla), avviò diversi interventi di restauro recuperando le antiche macerie ed effettuando rilievi per comprendere meglio l'intera struttura nel suo complesso. Il castello, dal 1994, è aperto al pubblico per visite guidate al suo interno e fino al Torrione Grande.
Dal 2008 il castello è gestito dall'Ente Parco dell'Antola che tramite la Cooperativa "Castello della Pietra" organizza visite guidate nel periodo aprile-ottobre ed un programma di manifestazioni storiche nel periodo estivo, durante il quale funziona anche un punto ristoro che promuove i prodotti tipici del Parco.

## Struttura

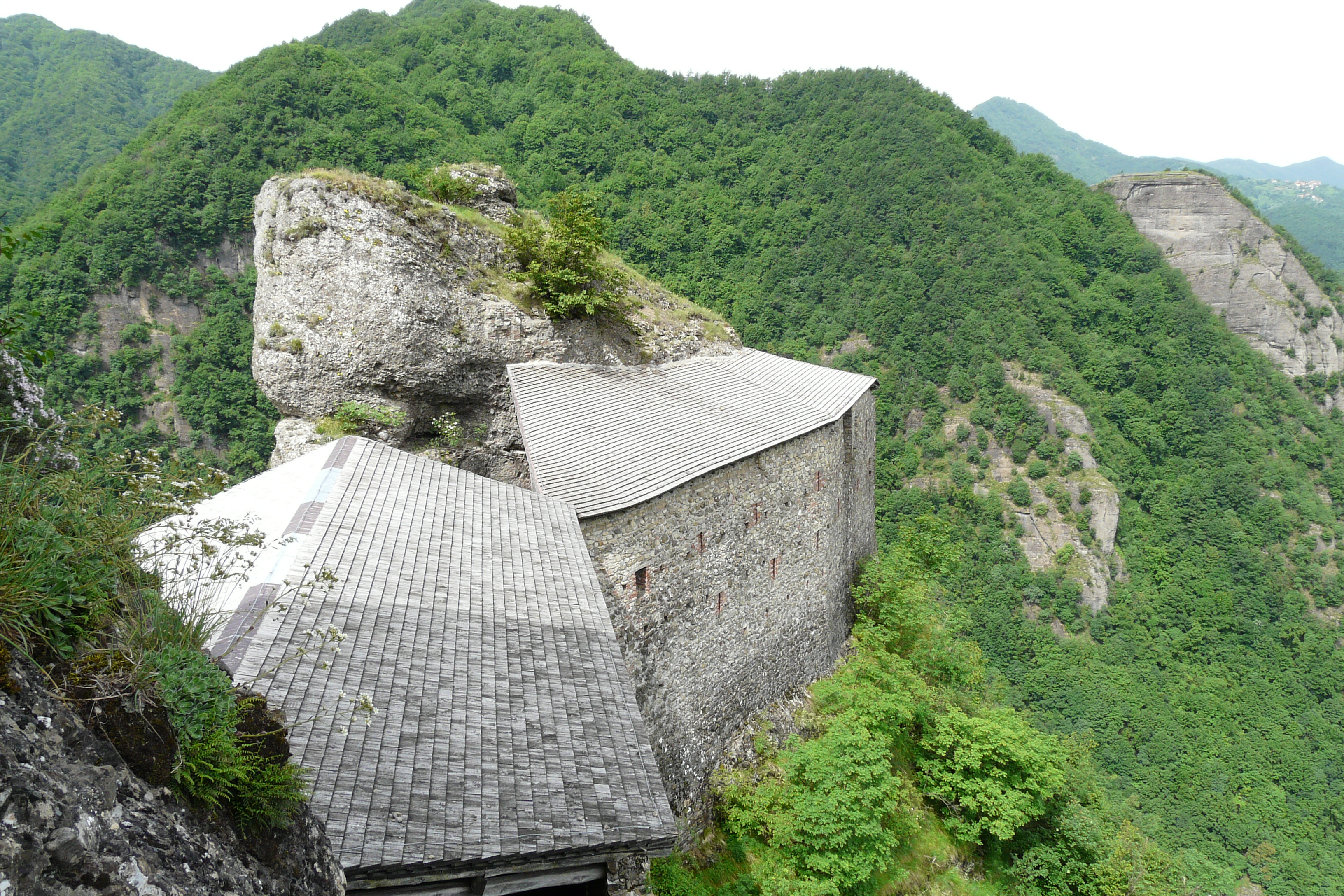
La struttura vista dal soprastante torrione ricavato dallo sperone di roccia

Il castello si articola in due corpi impostati a quote differenti. Si accede dall'avancorpo i cui tre piani di calpestio sono stati ripristinati con una struttura metallica a griglia. Dall'ultimo piano dell'avancorpo si passa all'ampio salone centrale a pianta quadrata e soffitto voltato. Con il rifacimento della copertura è stato ripristinato un sottotetto raggiungibile sia dal vano centrale sia dal cammino di ronda.
Una caratteristica fondamentale per l'autonomia del castello è la cisterna scavata nella roccia ai piedi del "torrione", ovvero lo sperone roccioso naturale a ovest, in cui erano convogliate le acque piovane dei tetti, anche per mezzo di canali di raccolta scavati nella roccia, ancora in parte visibili; la cisterna è accanto al salone centrale sotto il cui pavimento è presente una seconda cisterna.